# (22003) Startek
(22003) Startek (1999 XO42) – planetoida z pasa głównego asteroid okrążająca Słońce w ciągu 5,03 lat w średniej odległości 2,94 j.a. Odkryta 7 grudnia 1999 roku.